# Operación Triunfo 2017: Gala OT a Eurovisión
Operación Triunfo 2017: Gala OT a Eurovisión war die Eurovision Gala der spanischen Sendung Operación Triunfo. Der Sieger dieser speziellen Gala vertrat Spanien beim Eurovision Song Contest 2018 in Lissabon (Portugal).

## Format

### Konzept
Da die neunte Staffel der spanischen Sendung Operación Triunfo übertragen wurde und diese hohe Einschaltquoten erzielen konnte und auch in den Sozialen Netzwerken sehr beliebt war, gab RTVE am 5. Dezember 2017 bekannt, dass Spanien seinen Vertreter für den Eurovision Song Contest über eine spezielle Gala der Sendung ermitteln wird. Dabei traten fünf Einzelkünstler, drei Duetts und eine Gruppe gegeneinander an. Diese bestehen allerdings alle aus den letzten fünf Teilnehmern der momentanen Staffel der Sendung. Einzig bei den Duetten wird der Verlierer der Gala 12 an einem Duett mitsingen. In Runde 1 treten alle neun Lieder gegeneinander an, während davon drei durch 100 % Televoting in Runde 2 gewählt werden, wo der Sieger ausschließlich per Televoting bestimmt wird. Dieser darf Spanien dann beim Eurovision Song Contest 2018 in Lissabon vertreten.

### Beitragswahl
RTVE und die Firma Gestmusic, die die Sendung produzieren, gaben am 17. Januar 2018 bekannt, dass man über 200 Lieder erhalten habe. Jeder Komponist wurde bei Einreichen seines Liedes gefragt, wer sein Lied singen soll. Einige Komponisten gaben dabei auch einen Vorschlag als Duett oder Gruppe ab, was die Möglichkeit lässt, dass Spanien auch von mehr als einem Sänger in Lissabon präsentiert wird. Allerdings gab es beim Einreichen von Beiträgen die Vorgabe, dass die Lieder zu 100 % aus spanischen Texten bestehen müssen. Die Lieder der fünf Finalisten wurden am 23. Januar 2018 präsentiert. Dazu wurde bekannt, dass insgesamt neun Lieder im Vorentscheid in verschiedenen Konstellationen gegeneinander antreten werden.

## Teilnehmer
Am 15. Januar 2018 wurden die ersten vier Finalisten in der Sendung Gala 11 ermittelt. Der fünfte und letzte Finalist wurde am 22. Januar 2018 in Gala 12 ermittelt. Insgesamt treten fünf Solo-Lieder auf, drei Duett-Lieder und ein Gruppen-Lied, die alle am 24. Januar 2018 in voller Länge veröffentlicht wurden. Somit treten folgende Teilnehmer gegeneinander an:

### Erste Runde
| Platz | Startnr. | Interpret                                  | Lied Musik (M) und Text (T)                                      | Sprache  | Übersetzung (inoffiziell)    | Ergebnis (in Prozent) |
| ----- | -------- | ------------------------------------------ | ---------------------------------------------------------------- | -------- | ---------------------------- | --------------------- |
| 1.    | 9        | Alfred & Amaia                             | Tu canción M/T: Raúl Gómez, Sylvia Santoro                       | Spanisch | Dein Lied                    |                       |
| 2.–3. | 2        | Aitana                                     | Arde M/T: Alba Reig                                              | Spanisch | Brennen                      |                       |
| 2.–3. | 5        | Aitana & Ana Guerra                        | Lo malo M/T: Morgan, Will Simms, Brisa Fenoy                     | Spanisch | Schlechter Junge             |                       |
| 4.    | 7        | Miriam                                     | Lejos de tu piel M/T: Steve Robson, Ina Wroldsen, Diego Cantero  | Spanisch | Weit weg von deiner Haut     | 8 %                   |
| 5.    | 3        | Agoney & Miriam                            | Magia M/T: David Otero, Diego Cantero, Tato Latorre              | Spanisch | Magie                        | 7 %                   |
| 6.    | 8        | Ana Guerra                                 | El remedio M/T: Nabález                                          | Spanisch | Das Heilmittel               | 5 %                   |
| 7.    | 6        | Amaia                                      | Al cantar M/T: Rozalen                                           | Spanisch | Singen                       | 4 %                   |
| 8.    | 4        | Alfred                                     | Que nos sigan las luces M/T: Nil Moliner                         | Spanisch | Mögen die Lichter mir folgen | 3 %                   |
| 9.    | 1        | Aitana, Alfred, Amaia, Ana Guerra & Miriam | Camina M/T: Aitana, Alfred, Amaia, Ana Guerra, Miriam, Manu Guix | Spanisch | Laufen                       | 1 %                   |

 Kandidat hat sich für die zweite Runde qualifiziert.

### Zweite Runde
| Platz | Startnr. | Interpret           | Lied Musik (M) und Text (T)                  | Ergebnis (in Prozent) |
| ----- | -------- | ------------------- | -------------------------------------------- | --------------------- |
| 1.    | 2        | Alfred & Amaia      | Tu canción M/T: Raúl Gómez, Sylvia Santoro   | 43 %                  |
| 2.    | 1        | Aitana              | Arde M/T: Alba Reig                          | 31 %                  |
| 3.    | 3        | Aitana & Ana Guerra | Lo malo M/T: Morgan, Will Simms, Brisa Fenoy | 26 %                  |